# Anatoli Poliakov
Anatoli Poliakov (Rusia, 10 de mayo de 1980) es un nadador ruso retirado especializado en pruebas de estilo mariposa larga distancia, donde consiguió ser medallista de bronce mundial en 2001 en los 200 metros estilo mariposa.

## Carrera deportiva
En el Campeonato Mundial de Natación de 2001 celebrado en Fukuoka ganó la medalla de bronce en los 200 metros estilo mariposa, con un tiempo de 1:55.68 segundos, tras los estadounidenses Michael Phelps (oro con 1:54.58 segundos que fue récord del mundo) y Tom Malchow (plata con 1:55.28 segundos).